# Wildervankster Oosterdiep
Het Wildervankster Oosterdiep is een voormalig kanaalwaterschap in de provincie Groningen.
Het lag geheel binnen het waterschap Wildervankster Participantenverlaat en had het onderhoud van de Molenwijk met 17 grondduikers als taak.
Waterstaatkundig gezien ligt het gebied sinds 2000 binnen dat van het waterschap Hunze en Aa's.